# ASMP (ミサイル)
ASMP（アスンプ）（Air-Sol Moyenne Portée / 中距離空対地ミサイル）は、フランス・アエロスパシアル（現MBDA）製の空中発射巡航ミサイルである。核弾頭を搭載し、フランスの核抑止力（Force de frappe）の一翼を担い、全面的な核戦争へ移行する直前の段階で使用される。改良型にASMP-Aがある。

## 概要
ASMPは、1976年に計画が立てられ、1978年から開発が始められた核巡航ミサイルである。ミサイル本体をアエロスパシアル（現MBDA）が、核弾頭をフランス原子力委員会が担当した。
ミサイルの胴体は円筒形で、左右側面に長い箱形のダクトがあり、その先端にラムジェットエンジン用の空気取り入れ口がある。このダクトが揚力を発生するため主翼は必要ない。ダクトの尾部には4枚の操舵フィンが付いている。
推進方式は、特徴的な固体ロケット・ラムジェット統合推進を採用している。これは、固体燃料ロケットモーターとラムジェットエンジンが一体となったものである。ラムジェットエンジンの燃焼室にロケットモーター用の固体燃料が充填されていて、その燃焼によってM2まで加速した後、空になった燃焼室に燃料が吹き込まれて、ラムジェット推進に切り替わる。
誘導方式は慣性航法と地形参照の組み合わせである。弾頭は熱核爆弾（水素爆弾）で、TN80は出力100-300kt、その後継のTN81は出力150ktと300ktの選択式である。
1986年よりフランス空軍へ配備され、ミラージュIVのAN-22核爆弾を代替し、1988年7月にミラージュ2000Nにも搭載された。1989年からはフランス海軍に配備が開始されて、シュペルエタンダールのAN-52核爆弾を代替した。ラファールによる運用も可能とされている。ASMPは90発が生産され、保有数は2000年時点で、空軍が60発（弾頭は42発）、海軍が24発（弾頭は20発）であった。
ASMP-A（Ameliore）は、2000年4月から開発が始められた射程延伸型で、巡航速度が500km/h向上し、射程が500kmに延伸している。2006年1月16日に、ミラージュ2000Nによって最初の試射が行われ、2009年よりミラージュ2000Nに、2010年よりラファールに搭載されている。
2024年時点で、フランス航空宇宙軍とフランス海軍でASMP-Aが現役である。

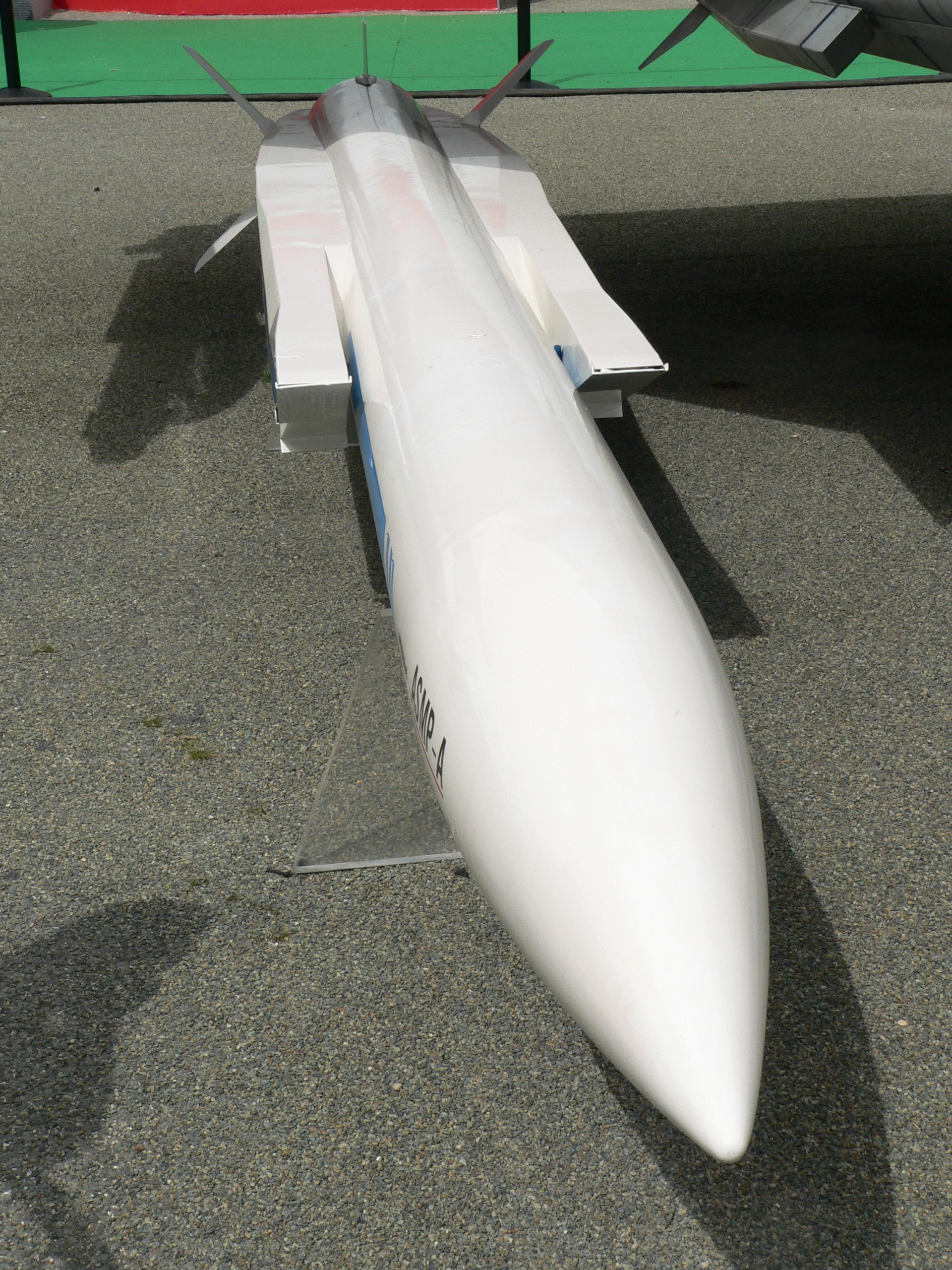
ASMP-Aのモックアップ
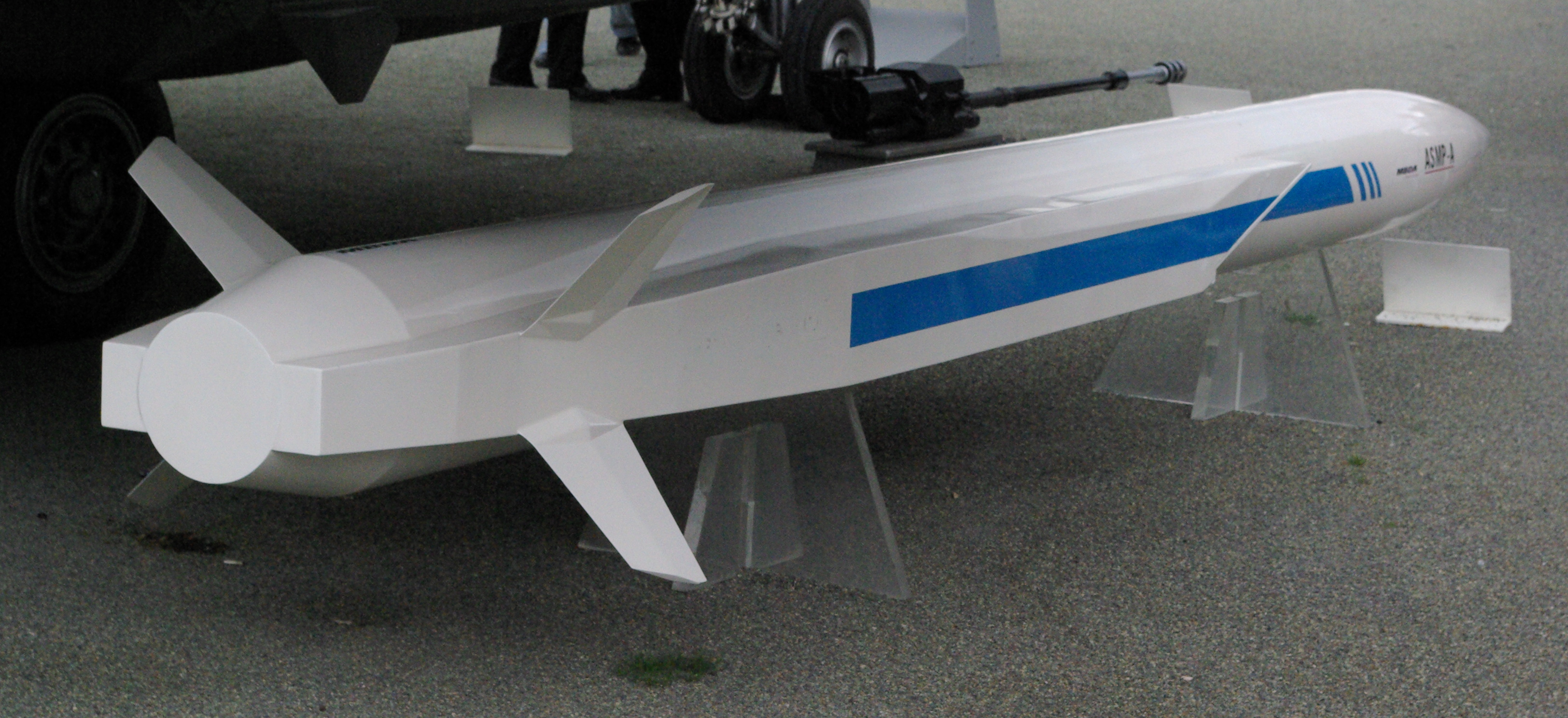
同後方から